# ハンフリー・チェサム

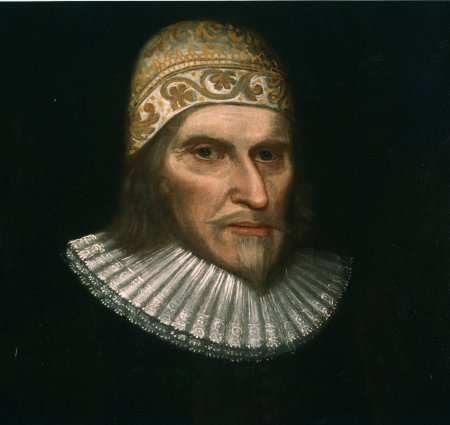
現在図書館の読書室にあるハンフリー・チェサムの肖像画

ハンフリー・チェサム（Sir Humphrey Chetham 、1580年7月10日 - 1653年） は、イングランドの商人、チェサムズ病院や英語圏でもっとも古い公共図書館チェサムズ図書館の創設者。

## 経歴
チェサムはクラムサルで生まれ、成功したマンチェスターの商人の息子としてハンプシャークラムサル・ホールに住んでいた。彼はマンチェスター・グラマー・スクールで学び、1597年にマンチェスターのリネン業者サミュエル・チッピングの見習いとなった。チェサムは1605年までチッピングの元に居り、そして兄弟ジョージと共にロンドンに引っ越し、ジョージと織物を扱う商会を設立した。 織物がロンドンで買われ、マンチェスターより高く売れたためその商売は成功した。彼はマンチェスターのクレイトン・ホールを自宅として入手し、1628年ウィリアム・オーレルからタートン・タワーを購入した。
1631年、彼の莫大な富が王にも知られるようになってからナイトにならないかと求められたが、彼はそれを拒絶し、罰金を科せられた。 彼は後の1635年拒むことができずランカシャー州執政長官となり、1643年ランカシャー州会計局長官となることを強要され、それは年齢的にきついと分かった。彼はまた利払いを得初め、彼の死後国会が彼の財産を得るのを恐れた。彼はゆえに40人の貧しい少年たちの為にチャリティー・スクールに寄付し、そこは後にチェサムズ病院となり、そしてチェサムズ音楽学校となった。彼はまたチェサムズ図書館にも本の購入代金を含めたお金を残した。後に多くの図書館がこの資金をもとに建設された。1653年のチェサムの死後、学校や図書館が開かれた。彼の寄付を記念して像が建てられ、マンチェスター大聖堂の窓 、マンチェスター市役所の像と壁画により記念されている。 協定を優先し、彼の兄弟ジョージにクレイトン・ホールは任された。